# Strahlenkegel (Gestein)

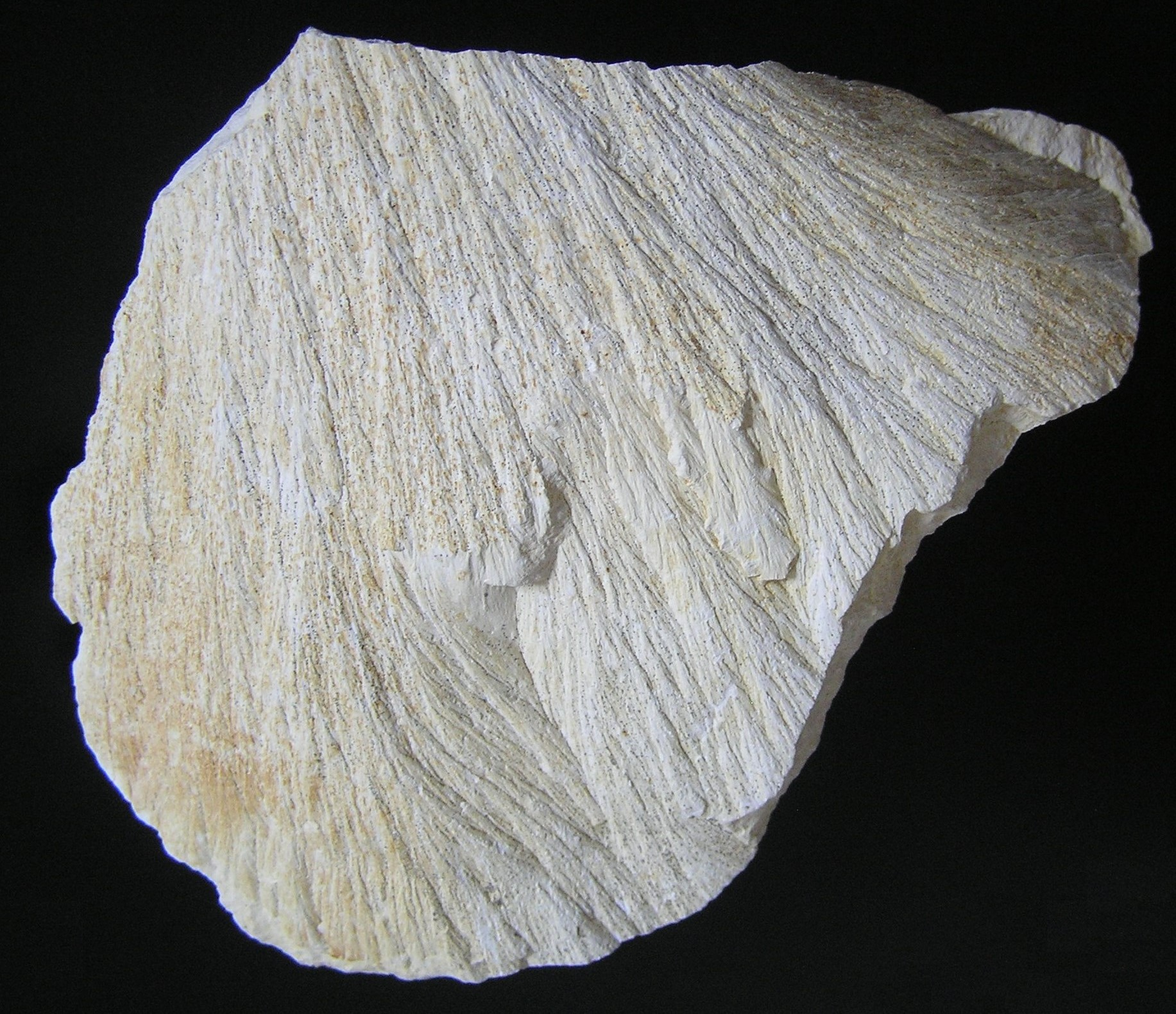
Strahlenkalk aus dem Steinheimer Becken (Typlokalität). Breite des Handstücks: 17 cm

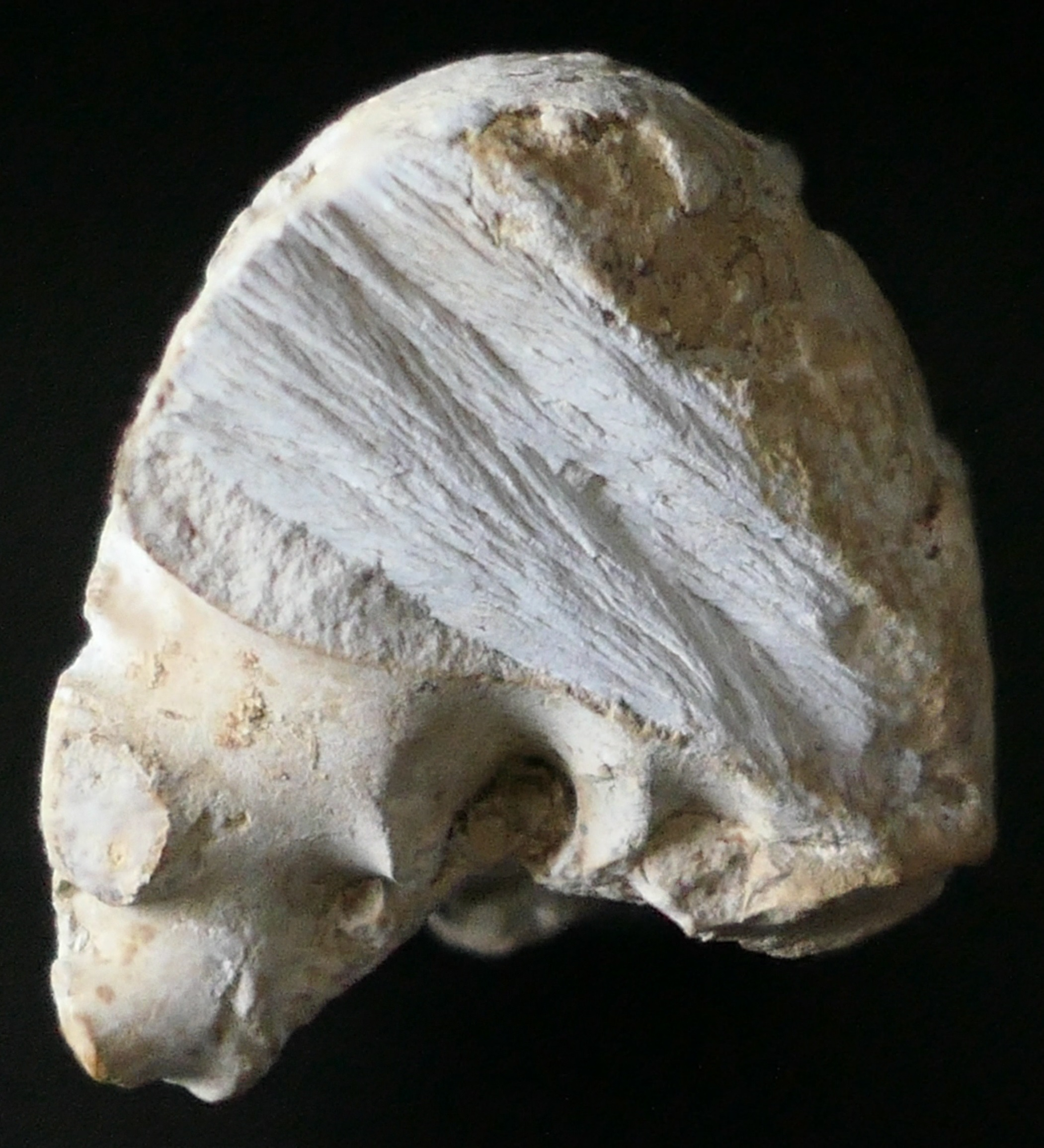
Strahlenkalk (Shatter-Cone) in einem Ammoniten-Steinkern aus dem Steinheimer Impaktkrater (Typlokalität). Breite des Handstücks: 4,5 cm

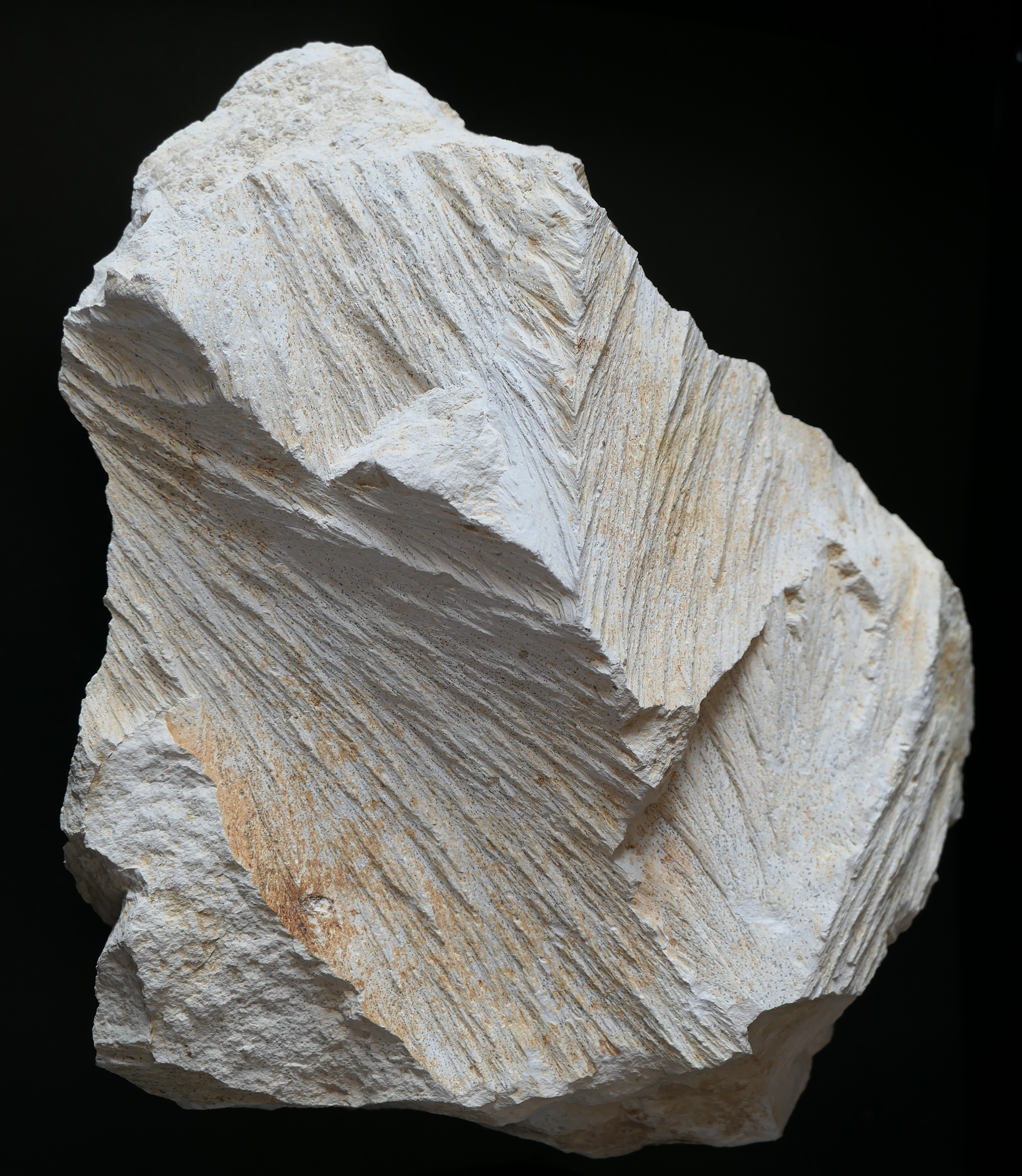
Strahlenkalk mit unterschiedlichen Orientierungen der vorkommenden Strahlenkegel (Steinheimer Becken). Breite des Handstücks: 17 cm

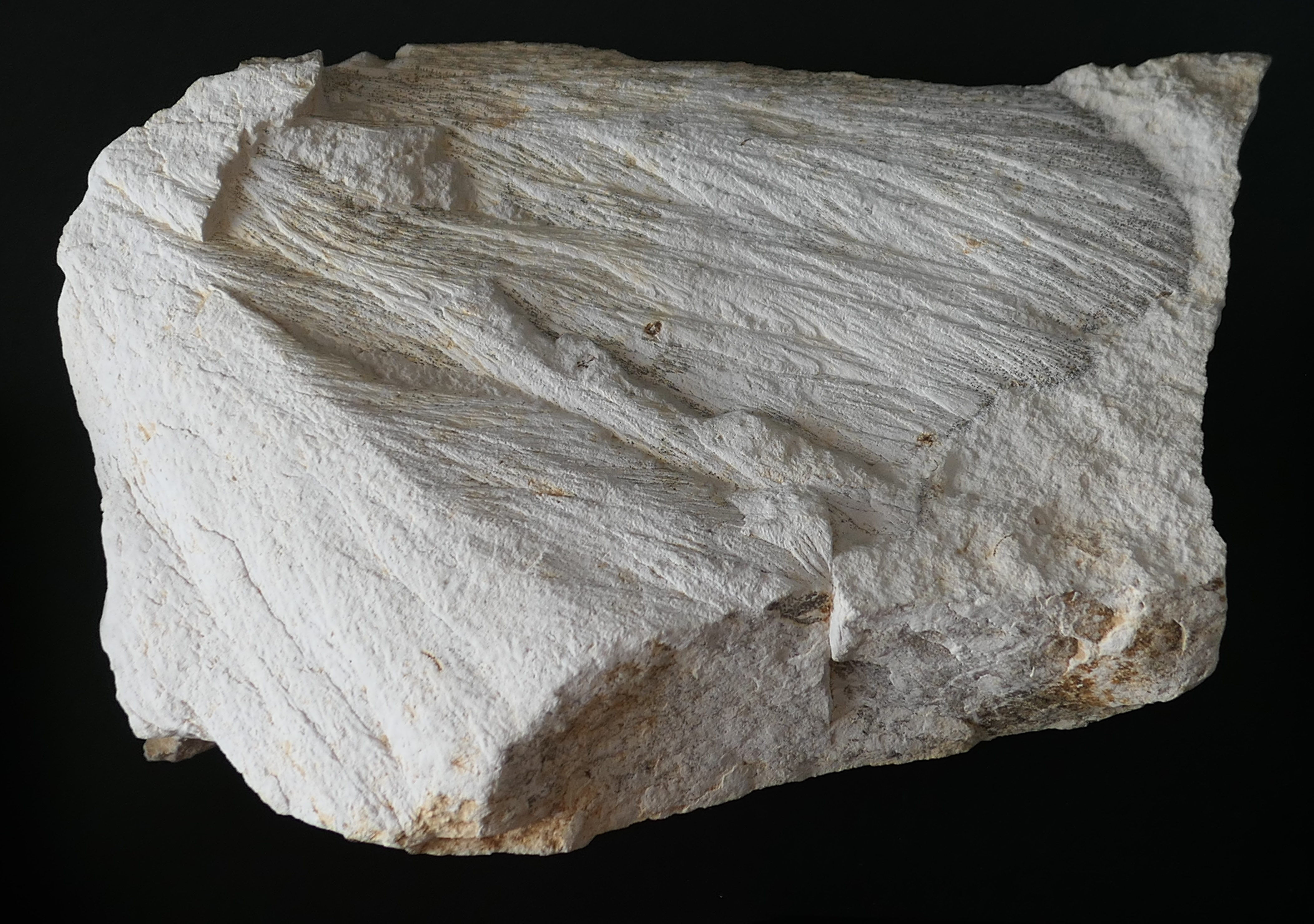
Großer Strahlenkalk aus dem Steinheimer Becken. Breite des Handstücks: 25 cm

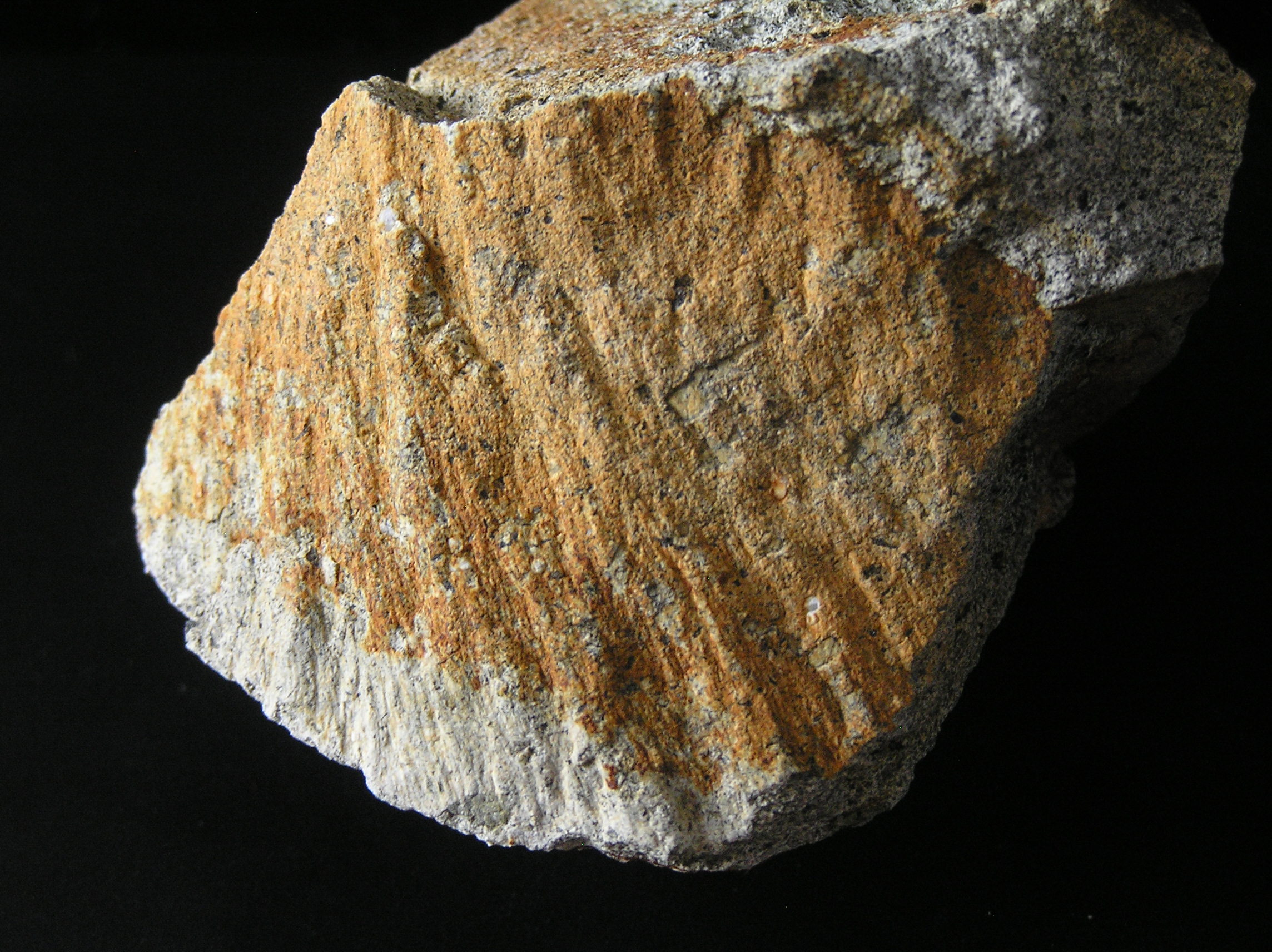
Typischer Shatter Cone in Kersantit aus dem Nördlinger Ries-Aufschluss Wengenhausen. Breite des Handstücks: 7 cm

Als Strahlenkegel (auch Druckkegel oder englisch Shatter Cone – „Schmetterkegel“) bezeichnet man eine oft konisch geformte Bruchfläche im Gestein, auf deren Oberfläche feine, strahlenartige Streifen (Striae) zu sehen sind, die von der Spitze (Apex) ausgehen. Die Strukturen entstehen unter Drücken von 2 bis 30 Gigapascal (20 bis 300 Kilobar). Sie sind neben Meteoritenfragmenten die einzigen makroskopischen Anzeichen, die auf einen erfolgten Impakt hinweisen.

## Entdeckung
Strahlenkegel wurden um 1905 erstmals im Steinheimer Becken erkannt und beschrieben (Branco und Fraas, 1905), wo sie in feinkörnigem Kalkstein auftreten (Strahlenkalke) und daher besonders deutlich ausgeprägt sind. Ihre Entstehung konnte damals noch nicht erklärt werden. Die Autoren hatten sie noch als kryptovulkanische Strukturen bezeichnet, obwohl sich in unmittelbarer Nähe keinerlei vulkanische Anzeichen finden lassen.
Erst 1947 konnte Robert S. Dietz, der an einer Untersuchung der kryptovulkanischen Struktur von Kentland in Indiana arbeitete, neben meteoritischem Material weitere Strahlenkegel finden und an ihrer räumlichen Orientierung die Impaktnatur beweisen.
Heute sind Strahlenkegel auch aus zahlreichen anderen irdischen Kratern bekannt und gelten als eindeutige Indikatoren für einen Einschlag eines großen Meteoriten (z. B. Dietz, 1967; French, 1998). Auch in den Explosionskratern von Kernwaffentests konnte die Bildung von Strahlenkegeln beobachtet werden.

## Entstehung
Strahlenkegel werden überwiegend in Impaktkratern gefunden. Für ihre Bildung ist die beim Meteoriteneinschlag durch das Gestein laufende Schockwelle verantwortlich (Schockwelleninterferenz), der genaue Mechanismus ihrer Entstehung wird jedoch noch nicht vollends verstanden und zurzeit noch erforscht. Möglicherweise entstanden sie auch unter Dehnung (Zugspannung) während der Rückfederung des von der Stoßwelle komprimierten Impaktbereichs.
Eine weitere Komplikation stellt die Tatsache dar, dass gelegentlich örtlich begrenztes Aufschmelzen mit Glasbildung auf den Kegelflächen angetroffen wird, obwohl die Kegel selbst bei relativ niedrigen Drücken entstanden. Wahrscheinlich handelt es sich hier um eine komplexe Wechselwirkung zwischen Schockwellen- und Reibungsmechanismen.
Neuerdings wurden auch Partikelreste auf Strahlenkegeloberflächen entdeckt, die als wahrscheinliche Überreste des Impaktors gedeutet werden:
- Brekziierte Schreibersit- und Eisen-Nickeloxide des Agoudal-Impakts in Marokko
- Mikropartikel meteoritischer Herkunft aus dem Ries-Krater, dem East Clearwater Lake in Québec und der Marquez-Dome-Impaktstruktur in Texas
- Spuren seltener Metalle auf Strahlenkegeln im Steinheimer Becken.[7] Die sehr wahrscheinlich aus einem Meteoriten stammenden Metalle wurden sodann sekundär hydrothermal entlang der Strahlenkegelbruchflächen abgelagert.

Individuelle Strahlenkegel haben oft eine Länge von einigen Millimetern bis Zentimetern, können aber auch eine Größe von bis zu mehreren Metern erreichen. Die bisher größten bekannten Strukturen messen gut 10 Meter und stammen von den Slate Islands in Ontario. Weit häufiger als individuelle, vollständig ausgebildete Strahlenkegel sind jedoch nur Teilstücke, deren Striemungen nicht immer gerade verlaufen, sondern oft löffelförmig gebogen sein können oder eine charakteristische „Pferdeschwanz“-Morphologie annehmen.
Sofern Strahlenkegel in unveränderter Lage aufgefunden werden, zeigen die Achsrichtungen primärer Kegel immer in Richtung oberhalb des Zentrums des Impakts. Daneben können jedoch auch sekundäre Kegel auftreten, die durch Brechung der Schockwelle an Inhomogenitäten im Gestein (Kristallkörner, fossile Einschlüsse, Klüfte) entstanden und quer zu den primären Kegeln verlaufen. Dies lässt sich besonders an Funden aus dem Steinheimer Becken beobachten.
Im Detail lassen sich meist kleinere sekundäre (oder parasitäre) Kegelchen auf der Oberfläche vollständiger als auch nur partiell erhaltener Strahlenkegel beobachten, die sich hintereinander hierarchisch aufreihen. Die Oberflächen der Kegel mit ihren Striemungen (die Bezeichnung striae sollte in diesem Zusammenhang lieber vermieden werden, da sie für tektonische Harnische reserviert ist) sind definitiv richtungsabhängige positiv/negativ-Elemente. Die Striemungen überstrahlen die Kegeloberfläche radial, und ihre Verzweigungen zeigen stets in Richtung Kegelspitze.

## Vorkommen
Strahlenkegel werden gewöhnlich individuell oder gruppenweise in situ unterhalb des ehemaligen Kraterbodens angetroffen, finden sich aber auch im Zentralbereich komplexer Kraterstrukturen und selten auch in vereinzelten verstreuten Brekzienvorkommen.
Sie können sich in allen möglichen Ausgangsgesteinen des Impaktbereichs bilden, so beispielsweise in Sandsteinen, Quarziten, Tonschiefern, Karbonaten (Kalken und Dolomiten) sowie in magmatischen und metamorphen Kristallingesteinen. Am schönsten und am deutlichsten sind die Kegel in feinkörnigen Gesteinen entwickelt, insbesondere in Karbonatgesteinen.
In grobkörnigen Gesteinen sind die Kegel undeutlicher ausgeprägt, ihre Striemungen jedoch tiefer, breiter bzw. deutlicher eingeschnitten, so dass es schwierig wird, sie von gewöhnlichen Harnischen auseinanderzuhalten.

## Verwechslungsgefahr

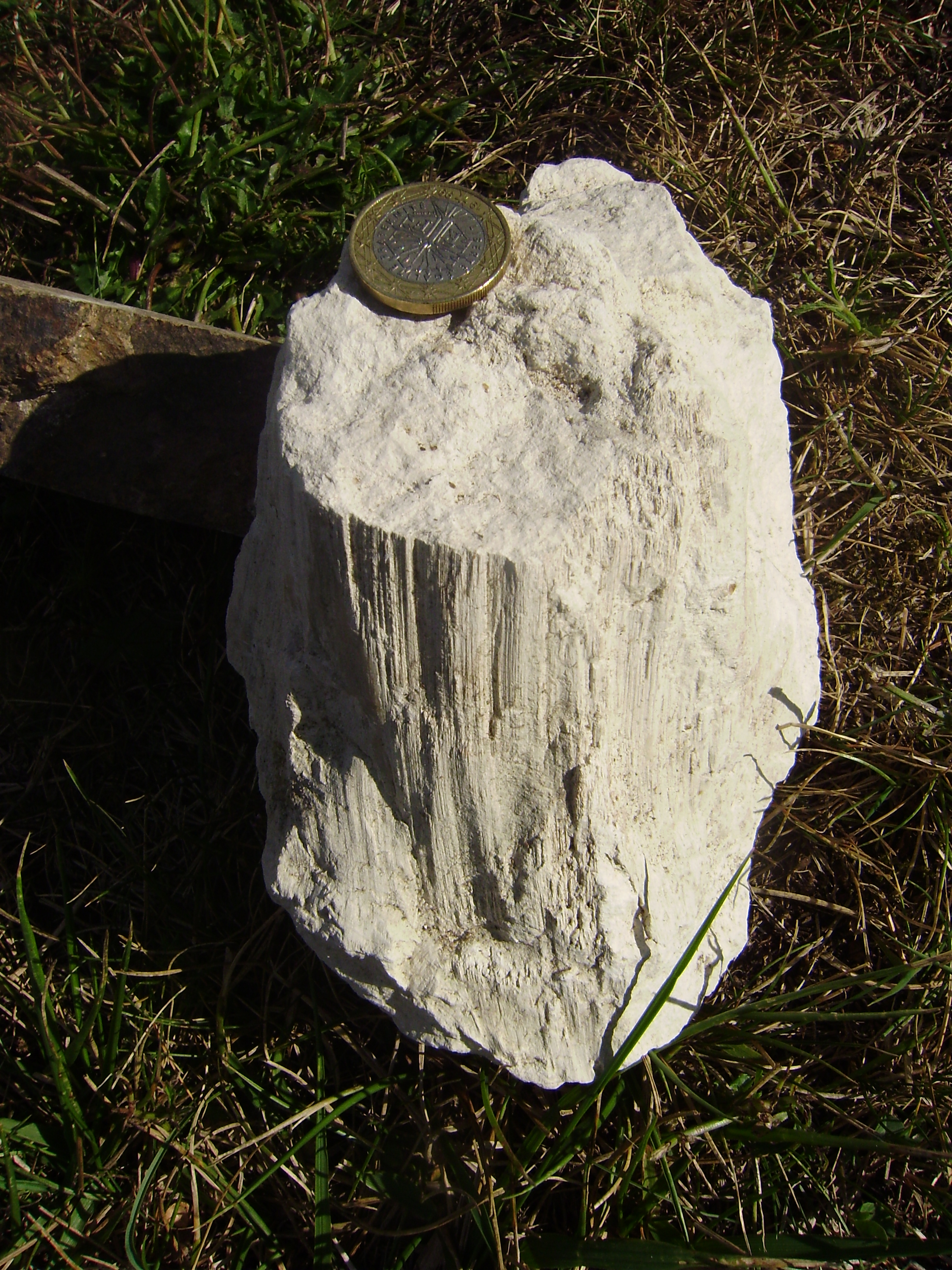
Riesige Cone-in-cone-Struktur im Kalkmergel des Ligérien, Dordogne

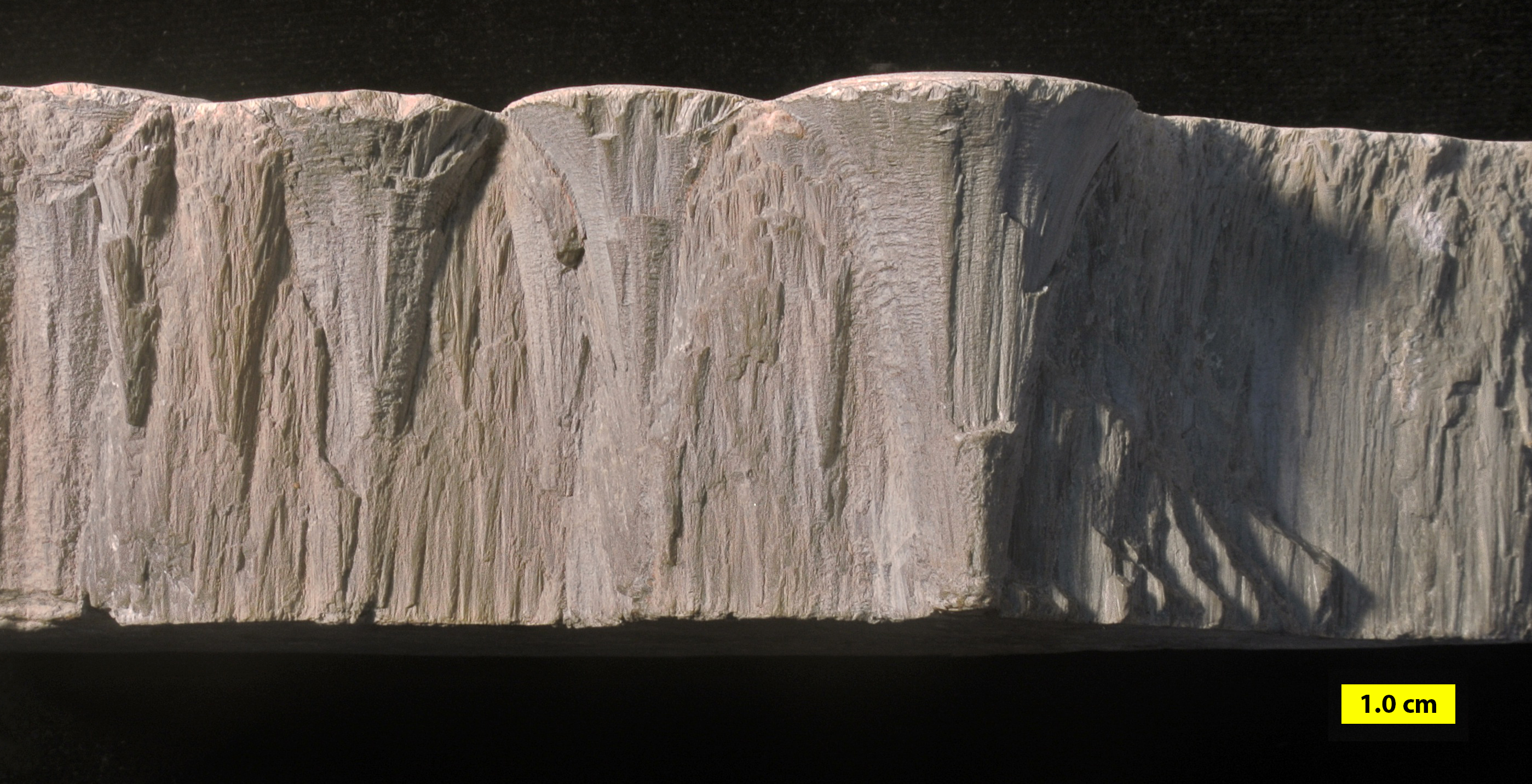
Cone-in-cone-Struktur in Kalk

Wie bereits angeführt sollten Strahlenkegel sehr sorgfältig von gewöhnlichem, tektonisch bedingten Harnisch unterschieden werden. Strahlenkegel sind Bruchstrukturen ohne Versatz, wohingegen Harnischflächen Verschiebungsflächen im Gesteinskörper repräsentieren.
Eine weitere Struktur, mit der sich Strahlenkegel möglicherweise verwechseln lassen, ist rein sedimentär-diagenetischen Ursprungs und wird als Cone-in-cone-Struktur bezeichnet (Struktur ineinander verschachtelter Kegel), wie sie in Nagelkalken (bzw. Tutenmergeln) auftritt. Bei dieser Struktur zeigen die Kegelspitzen jedoch nicht nach oben, sondern so gut wie senkrecht nach unten ins Liegende. Ihre durchhaltenden Striae verlaufen im Unterschied zu den divergierenden (auseinanderlaufenden) Striemen in Strahlenkegeln parallel. Cone-in-cone-Strukturen sind weder metamorph verändert noch weiter tektonisch überprägt. In Strahlenkegeln hingegen können geknickte Glimmerlamellen und planare Deformationslamellen angetroffen werden.

## Photogalerie

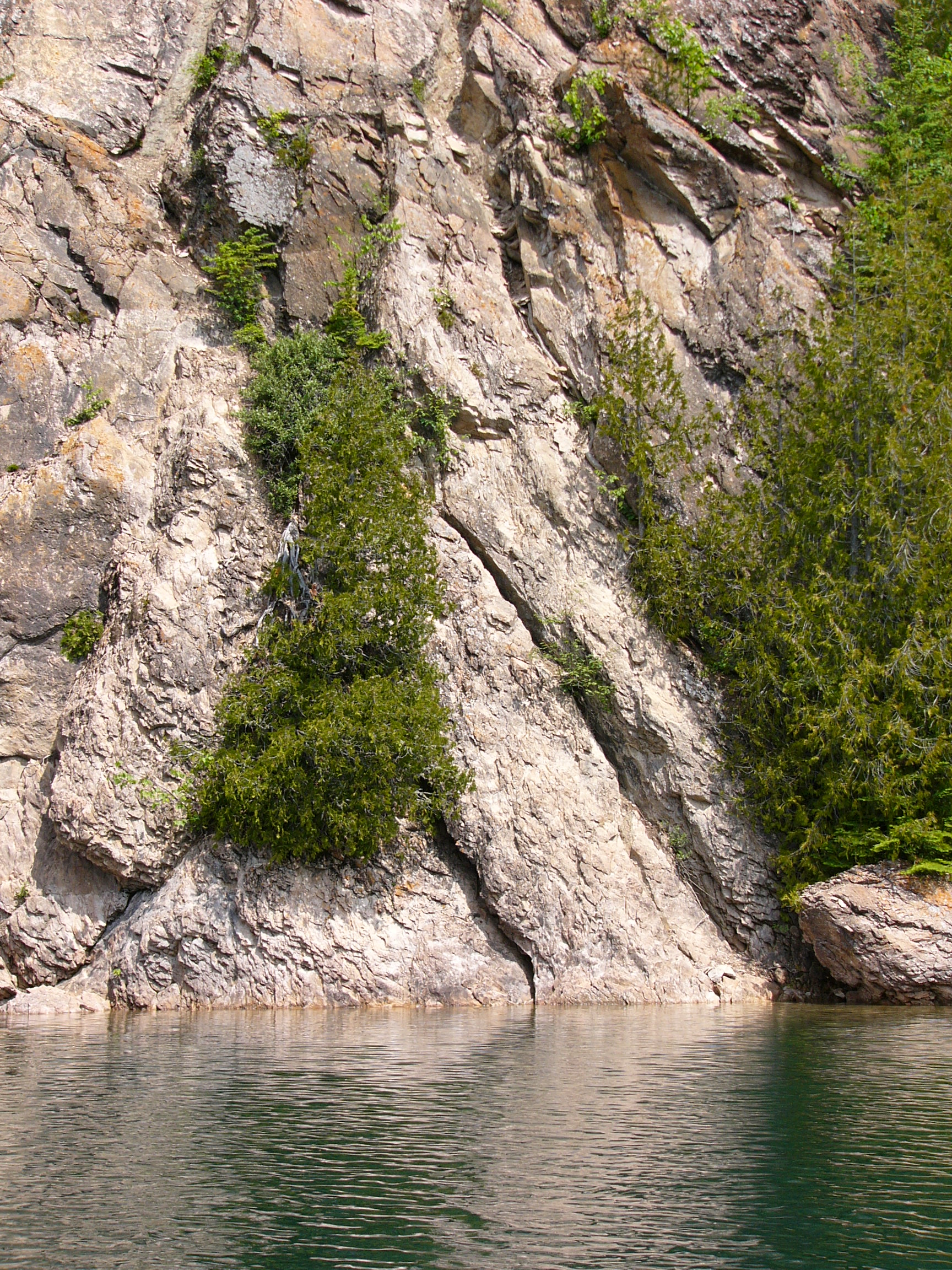
Ungefähr 10 Meter hoher Strahlenkegel im McGreevy Harbour, Slate Islands, Ontario, Kanada, größter bisher bekannter Strahlenkegel
Shatter cone in einem Sandstein vom Impaktkrater Gosses Bluff in Australien
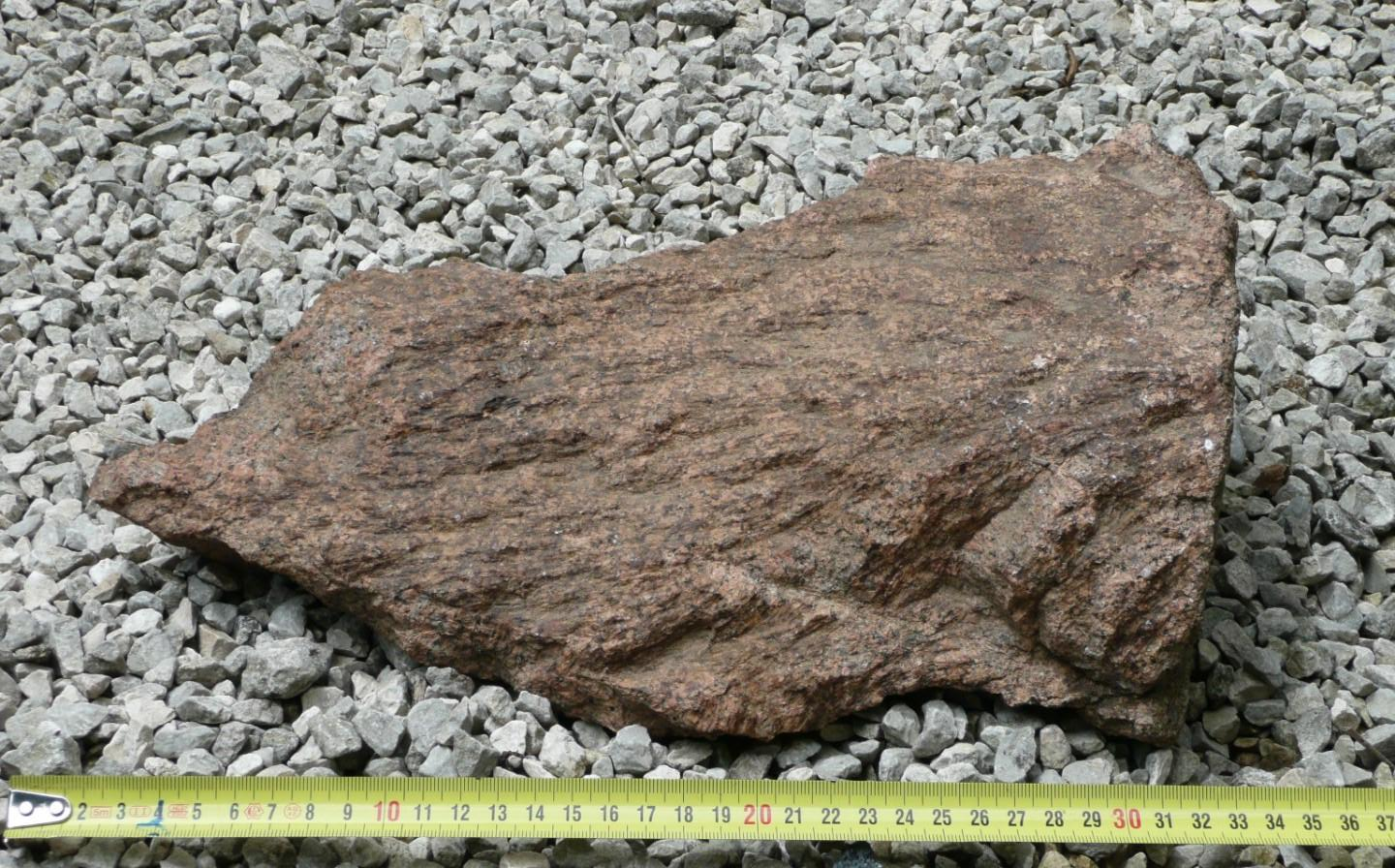
Ein 30 cm großer Strahlenkegel im Saint-Gervais-Granit, Krater von Rochechouart-Chassenon, Frankreich, in typischer Pferdeschwanzkonfiguration
Ein etwa 2 m langer shatter cone in ordovizischen Kalksteinen des Impaktkraters von Charlevoix in Québec, Kanada
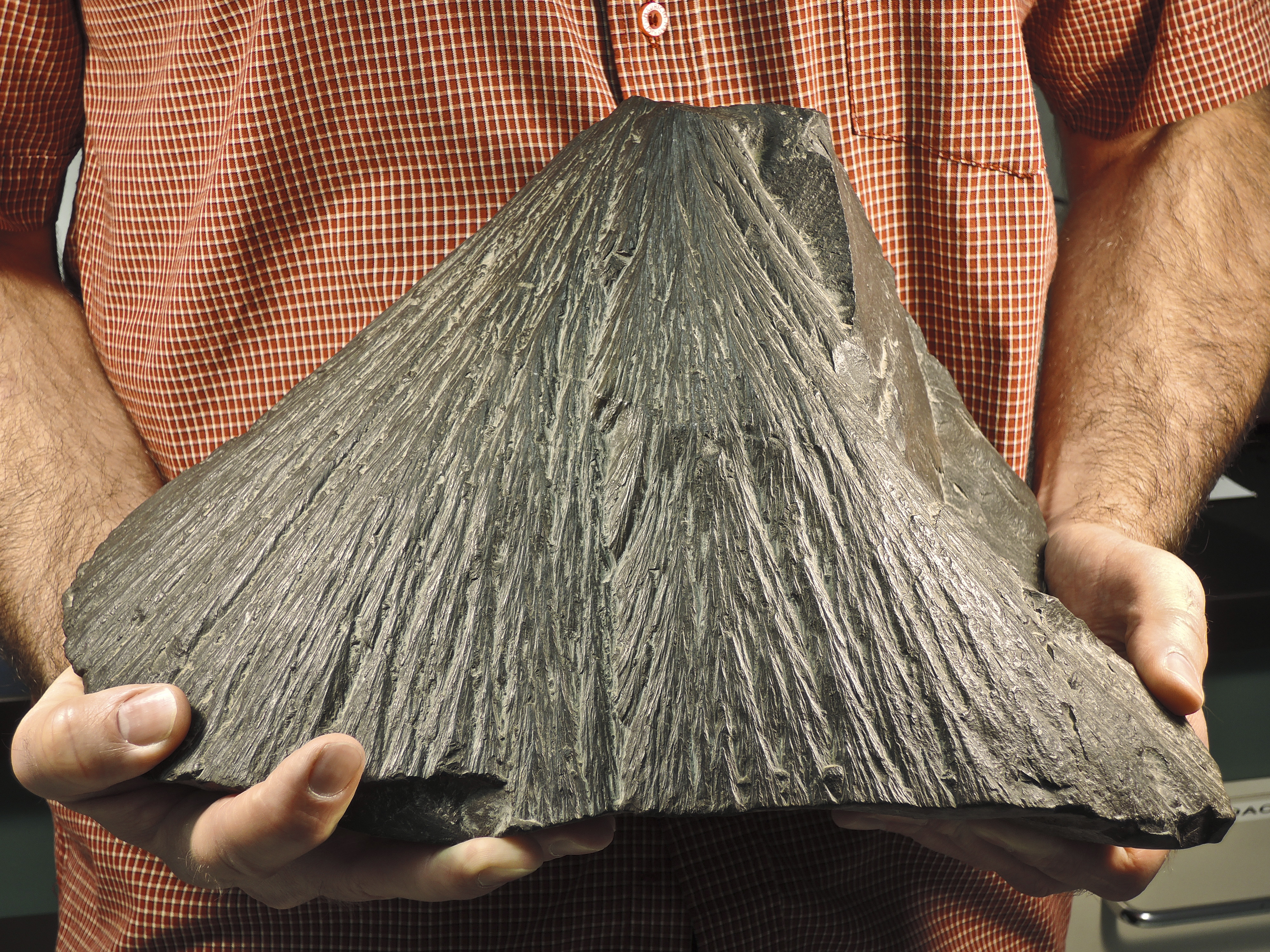
Strahlenkegel in feinkörnigem Kalk des Charlevoix-Kraters in Québec, Kanada
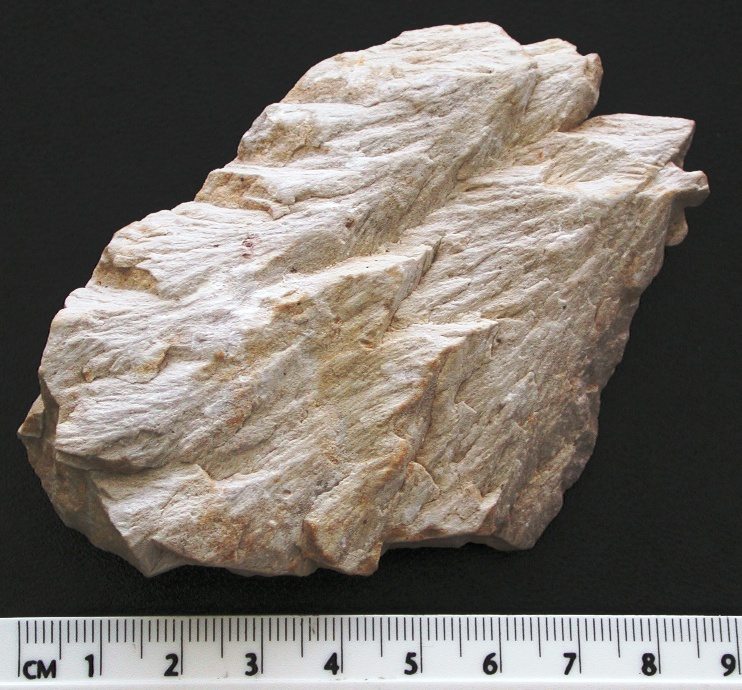
Strahlenkegel in feinkörnigem Dolomit vom Wells-Creek-Krater, USA
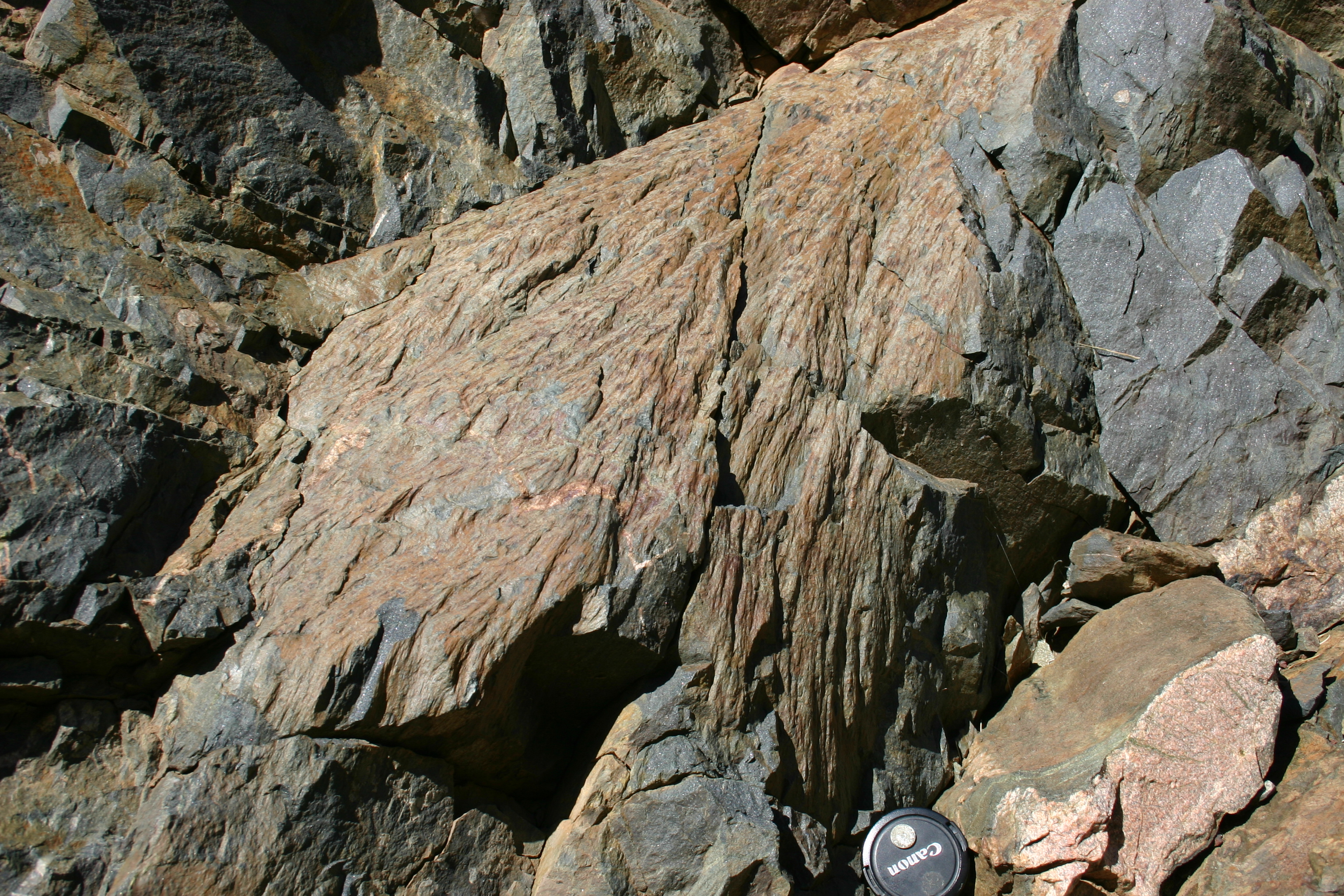
Strahlenkegel aus der Santa Fe Impaktstruktur bei Santa Fe
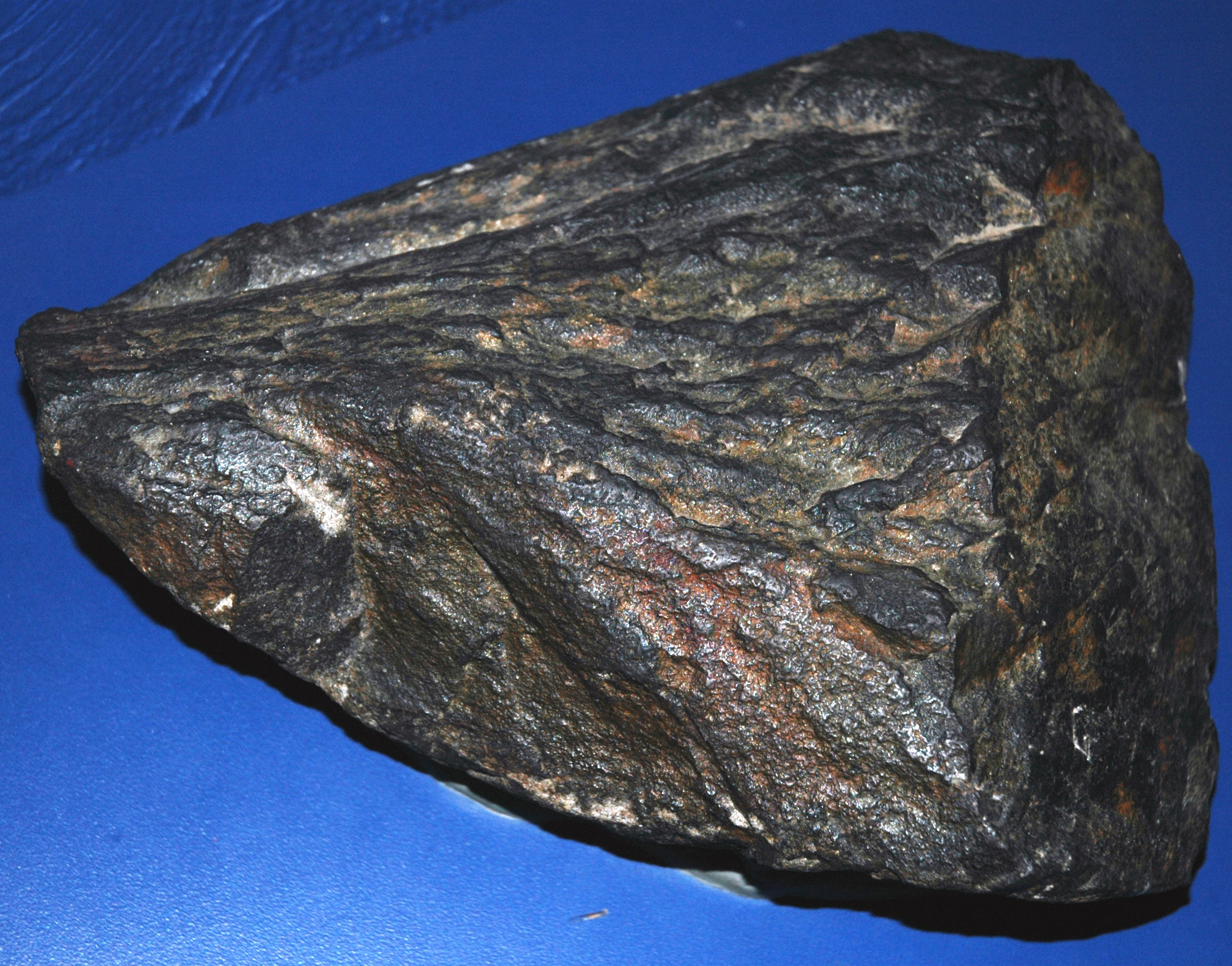
Strahlenkegel des 1850 Millionen Jahre alten Sudbury-Impakts, Ontario, Kanada